# 島川雅史
島川 雅史（しまかわ まさし、1950年12月13日-　）は、日本の政治学者、立教女学院短期大学教授。専攻は政治史・政治思想史。

## 来歴
新潟県生まれ。1974年立教大学文学部史学科卒、1977年早稲田大学大学院政治学研究科修士課程修了、1980年立教大学大学院文学研究科史学専攻博士課程満期退学、札幌商科大学専任講師、1982年立教女学院短期大学専任講師、84年助教授、96年教授。

## 著書
- 『アメリカ東アジア軍事戦略と日米安保体制』社会評論社 1999
- 『アメリカの戦争と日米安保体制 在日米軍と日本の役割』社会評論社 2001
- 『アメリカの戦争と日米安保体制 在日米軍と日本の役割』社会評論社 2003
- 『アメリカ東アジア軍事戦略と日米安保体制』社会評論社 2006
- 『アメリカの戦争と日米安保体制 在日米軍と日本の役割』社会評論社 2011

共編著
- 『アメリカの戦争と在日米軍 日米安保体制の歴史』藤本博共編著 社会評論社 2003

### 翻訳
- W.T.ヘーガン『アメリカ・インディアン史』西村頼男,野田研一共訳 北海道大学図書刊行会 1984

## 参考
- 『現代日本人名録』2002年
- Ｊ-GLOBAL